# Zlín Z-50
Le Zlin Z-50 est un avion de voltige monoplace de compétition construit par Moravan Otrokovice (aujourd'hui Zlin Aircraft) dans les années 1970 et 1980. Trois titres de champion du monde de voltige furent remportés avec un Zlin Z-50.

## Historique
La conception du Z-50 débute en 1973 pour succéder au Zlin Z 26 Trener vieillissant. Il possède une structure entièrement métallique.
Le Zlin Z-50L (L faisant référence à la motorisation Lycoming) effectue son premier vol le 18 juillet 1975. Le Z-50LS, plus puissante, effectue son premier vol le 29 juillet 1981 ; il s'agit de la version la plus produite du Z-50.
Le Z-50 commence sa carrière en compétition au World Aerobatic Championships de 1976. Ivan Tuček devient champion du monde de voltige avec un Z-50L en 1978. Petr Jirmus, pilotant un Z-50LS, reporta deux titres de champion du monde (1984 et 1986) et deux titres de champion d'Europe (1983 et 1985).
La production cesse en 1995.

## Variantes

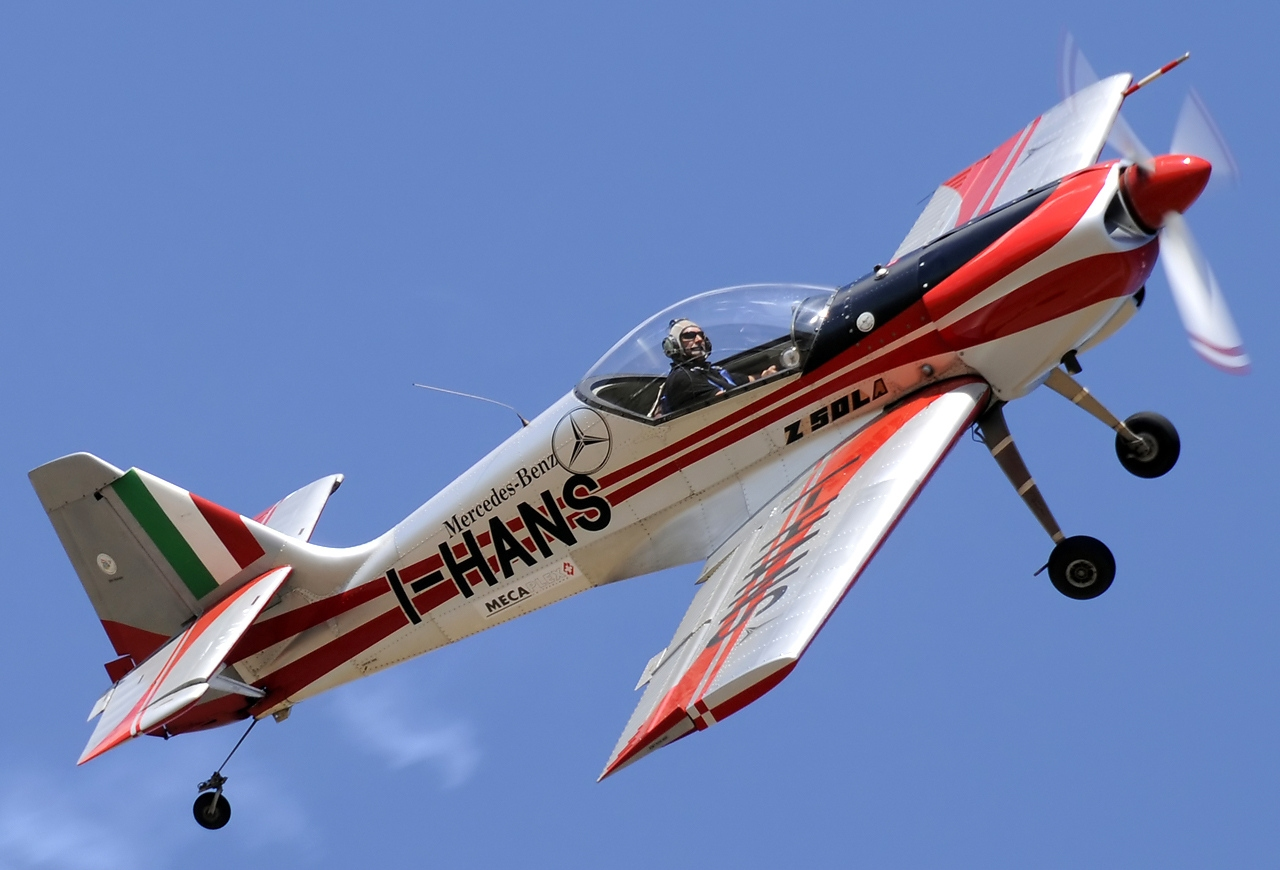
Zlín 50LS

Z-50L
Première version produite avec un moteur Lycoming AEIO-540-D4B5 de 260 ch, certifiée en 1977, conversion possible en version 50LA et 50LS, 25 unités construites. (0001-0025)
Z-50LA
Variante certifiée en 1980, 5 construits et 18 conversions depuis Z-50L.
Z-50LE
Variante à envergure réduite, premier vol en 1990, 2 construits
Z-50LS
Variante certifiée en 1982 avec un moteur Lycoming AEIO-540-L1B5D de 300 ch, 34 construits et 18 conversions depuis Z-50L.
Z-50LX
Variante certifiée en 1991 intégrant des réservoirs modifiés, 9 construits incluant deux conversions depuis Z-50LS.
Z-50M
Variante certifiée en 1989 avec un moteur LOM M 137 AZ de 180 ch, 6 construits et une conversion depuis une version Z-50LS.

## Caractéristiques

Vue 3 plans du Zlin Z-50

Version Z-50L
Données de Jane's All The World's Aircraft 1976–77
Caractéristiques générales
- Équipage : 1
- Longueur : 6,62 m
- Envergure : 8,58 m
- Hauteur : 1,86 m
- Surface alaire : 12,5 m2
- Profil : NACA 0018 à l’emplanture, NACA 0012 à l’extrémité
- Allongement : 5.89:1
- Masse à vide : 570 kg
- Masse maximale au décollage : 720 kg
- Moteur : 1   flat six Lycoming AEIO-540-D4B5 de 194 kW (260 ch)

 Performances 
- Vitesse à ne jamais dépasser : 337 km/h
- Vitesse maximale : 293 km/h
- Vitesse de croisière : 240 km/h
- Vitesse de décrochage : 98 km/h
- Distance franchissable : 640 km (345 NM) avec réservoirs additionnels
- Plafond : 6 000 m
- Vitesse ascensionnelle : 12 m/s
- Charge alaire : 57,6 kg/m2
- Rapport poids-puissance : 3,71 kg/kW
- Facteur de charge : 8 g à −3,8 g